# Helene Madison
Helene Emma Madison (Madison, 19 giugno 1913 – Seattle, 27 novembre 1970) è stata una nuotatrice statunitense.

## Biografia
Specializzata nello stile libero, vinse tre medaglie d'oro alle Olimpiadi di Los Angeles nel 1932 (100 m, 400 m e 4x100 m sl). In sedici mesi, tra il 1930 e il 1931, stabilì 16 primati del mondo in varie distanze.
Dopo i Giochi del 1932 apparve in alcuni film (The Human Fish e The Warrior's Husband) e perciò, come professionista, non le fu permesso di partecipare alle Olimpiadi del 1936 a Berlino. Dopo la sua carriera natatoria fece altri lavori: insegnante di nuoto, cassiera e infermiera. Divorziò tre volte e visse gli ultimi anni della sua vita da sola, morendo di cancro nel 1970.
Fu inserita nella International Swimming Hall of Fame nel 1966.